# Буткевич, Софья Михайловна
Со́фья Миха́йловна Бутке́вич (урождённая Аничкова; нач. 1830-х — после 1880) — русская писательница, автор книги «Дневник Девочки».

## Биография
Из дворянской семьи. Жена военного инженера-строителя Л. С. Буткевича, служившего в Уфе. В 1854 году Буткевич знакомится там со ссыльным польским поэтом
Э. Желиговским. В 1860 году, вслед за Желиговским (выпустившим сборник «Poezye Antoniego Sowy», 1858, со стихотворением, посвящённом Буткевич), она переезжает в Петербург и живёт в семье его друга, публициста-украинофила В. М. Белозерского. Знакомится с Н. Г. Чернышевским и писательницей Марко Вовчок. Летом 1861 года Буткевич приезжает в Париж. В письме к Б. Ф. Залесскому Желиговский сообщает, что она много трудится, думает всерьез стать писательницей. В конце 1861 года Буткевич входит в парижское окружение И. С. Тургенева. Под впечатлением бесед с ним пишет книгу, в которой от лица подростка рассказывает о мире вещей и природе, о начатках понятий благородства, чести, любви к ближнему. Тургенев написал к книге предисловие, отметив «богатство фактов», «Здравый ненатянутый реализм» и вместе с тем таинственность, тем более заманчивую, что она является неожиданно, по поводу вещей, по-видимому, самых обыденных». Приехав в конце мая в Петербург, он предложил рукопись Буткевич Н. А. Серно-Соловьевичу, который её издал.
Книга Буткевич «Дневник девочки» (СПб., 1862; 2-е дополнительное издание, М., 1881, вышло в конце 1880; 3-е издание, СПб., 1897) в целом имела успех, хотя и вызвала разноречивую критику.
С 1862 года до смерти Желиговского (1864) Буткевич жила в Женеве, писала оттуда Тургеневу, а в 1867 году ― во Флоренции в качестве компаньонки графини А. Ф. Закревской.